# 蒙藏委員會
蒙藏委員會，簡稱蒙藏會，是中華民國曾經存在的行政院所屬部會，主管對蒙古族和藏族交流及其他有關蒙藏各項事務。蒙藏院建國之初就已成立，1928年升格為行政院所屬部會，2017年9月15日裁撤後業務陸續交由文化部、陸委會與外交部承接。

## 歷史

### 背景及設立
清崇德元年（1636年），皇太極創立「蒙古衙門」；崇德3年（1639年），蒙古衙門擴編爲「理藩院」。康雍乾之後，理藩院逐漸成爲管理蒙古各部、西藏、青海、新疆以及西南少數民族事務的行政機關，並兼理對俄羅斯帝國事務（後歸總理衙門）。光緒32年（1906年），因清末新政的改革官制，理藩院改為理藩部。

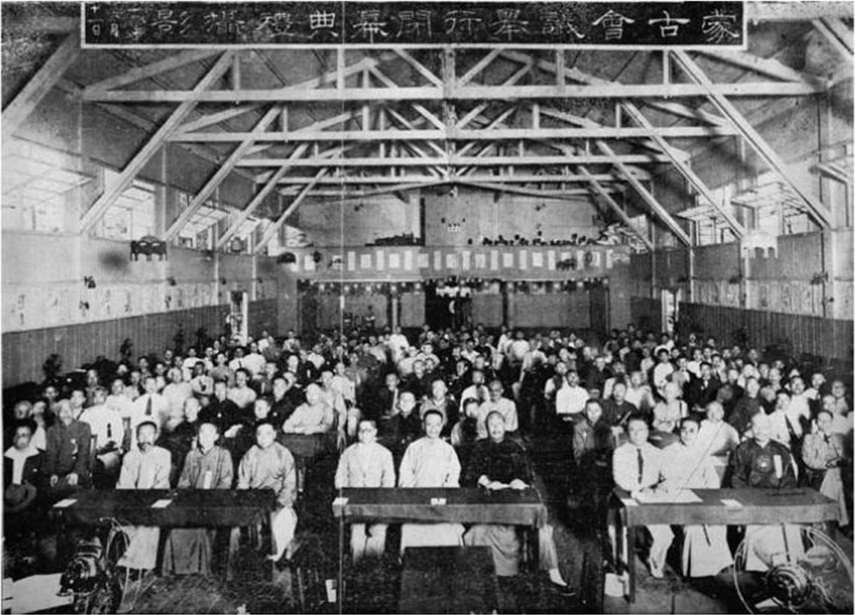
1930年在南京舉行的「蒙古會議」

1912年中華民國成立後，曾短暫續設理藩部。1913年北洋政府成立後，改由在北京的內務部蒙藏事務處接替；隨後該處陸續改制為蒙藏事務局、蒙藏院。在北京成立蒙藏學校。
1928年6月，國民革命軍北伐攻入北京。7月11日，國民政府將蒙藏院改制為蒙藏委員會，隸屬行政院。1929年2月，蒙藏委員會成立:18。1936年2月10日制定《喇嘛轉世辦法》，開始管理西藏與蒙古的藏傳佛教喇嘛轉世相關事務。
抗日戰爭爆發後，蒙藏委員會随国民政府辗转迁徙，抵达重庆。1945年末外蒙古獨立公民投票時，蒙藏委員會派人赴蒙古人民共和國參觀。1946年蒙藏委員會隨国民政府移回南京。

### 遷台後
1949年夏，中华民国政府在第二次國共內戰中不斷退敗。1949年7月8日，噶厦政府通知蒙藏委員會拉薩辦事處代處長陳錫璋，噶厦政府決定驅逐辦事處所有人員，是為第二次驅漢事件。第二次國共內戰後，蒙藏委員會隨中華民國政府遷往臺北。
1993年2月，蒙藏委員會在七世章嘉在臺駐錫地原址臺北市青田街設立「蒙藏文化中心」（今蒙藏文化館）。

#### 法律修訂

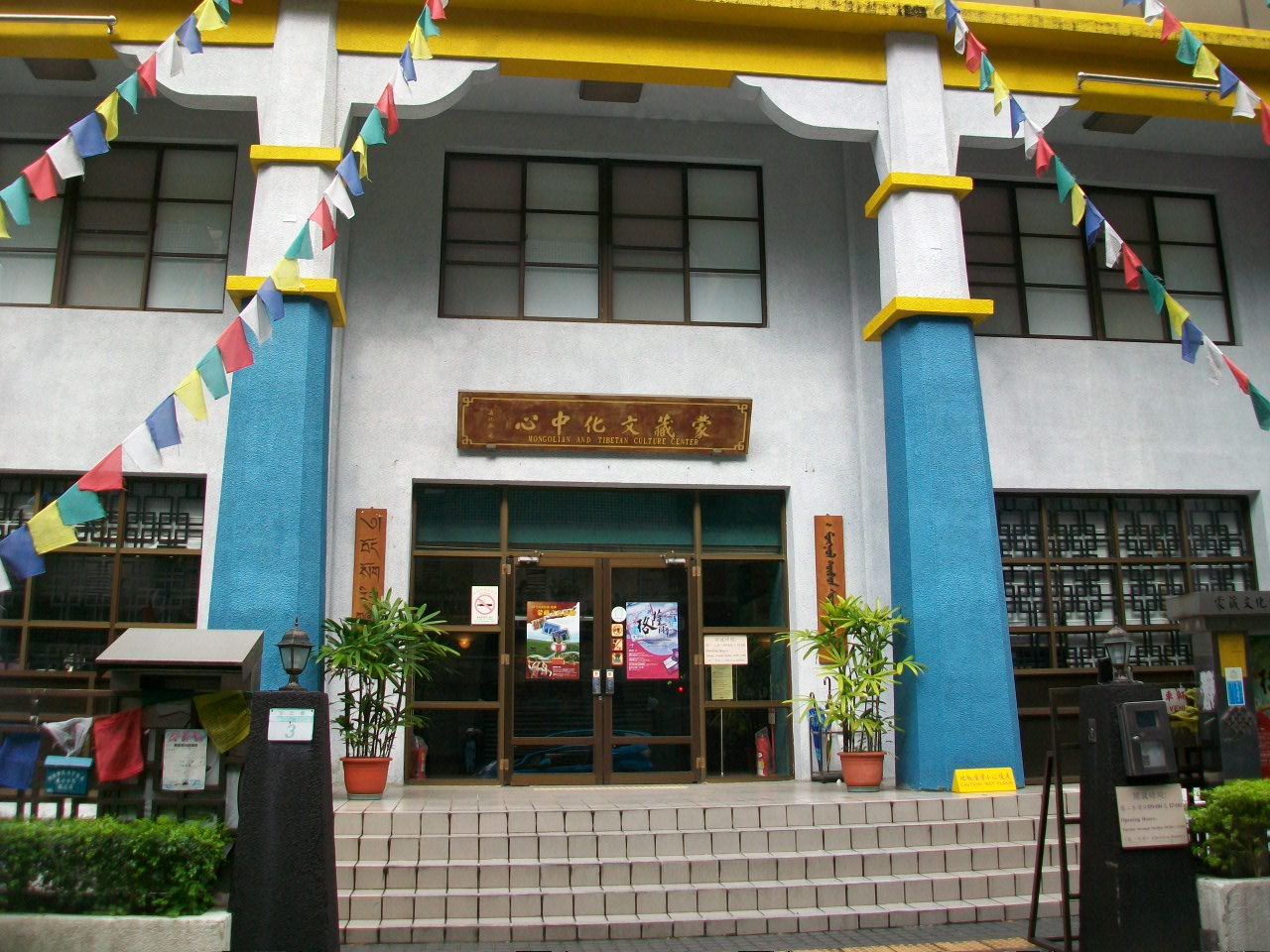
位於台北市青田街的原蒙藏委員會蒙藏文化中心

2002年，中華民國行政院将《兩岸人民關係條例實施細則》中涉及的地區修订为「指中共控制之地区」，移除涉及外蒙古的相關條文，此被立法院關沃暖委員「強烈質疑違憲」，隨後行政院、外交部、內政部等部會資料均認可蒙古為獨立主權國家。同年9月1日，陳水扁政府於乌兰巴托設立辦事處，維持台灣與蒙古國的非正式外交關係至今。2006年《蒙古盟部旗组织法》也被中華民國廢止，此後行政院新聞局不再出版包含外蒙古的《中華民國年鑒》。2008年馬英九政府上臺後，亦承認蒙古（舊稱外蒙古）的獨立國家地位，主張中華民國領土範圍僅為「老母雞」。2012年，行政院大陸委員會發佈新聞參考資料，資料引述外交部2002年說法稱「國家承認不可撤回」，否定外蒙古為中華民國領土，說明「『蒙古國』為我政府所承認之國家」。

#### 裁撤蒙藏會
2017年8月14日，蔡英文政府的林全內閣宣布不再編列蒙藏會預算，並依據〈行政院功能業務與組織調整暫行條例〉先以行政命令將蒙藏委員會停止運作，相關業務改由文化部與行政院大陸委員會承接，預將於年底正式裁撤。8月17日，行政院院會通過《蒙藏委員會組織法》廢止案，廢止案經立法院審議通過，將由行政院大陸委員會承接蒙藏會的情勢蒐整與研判業務（共六員），並和外交部負責與政治相關的部分。同年9月15日，文化部在蒙藏委員會原址成立「蒙藏文化中心」，承接蒙藏委員會文化相關業務與大多數蒙藏會人員，將蒙藏委員會的官網公告改連往文化部蒙藏文化中心的網頁；相關機關的臉書專頁亦更改為歸入文化部之後的名稱，包括原蒙藏委員會改為蒙藏文化中心、其下轄的原蒙藏文化中心改為蒙藏文化館。同年11月28日立法院三讀通過《蒙藏委員會組織法》廢止案，12月13日總統令公布廢止，蒙藏委員會走入歷史。

## 裁撤前組織架構
- 委員長
  - 委員

內部單位
- 蒙古事務處
- 西藏事務處
- 總務處
- 編譯室：轄有原蒙藏文化中心（今蒙藏文化館）
- 秘書室
- 參事室
- 主計室
- 人事室
- 政風室

## 歷任委員長
| 任次 | 姓名   | 就職時間       | 卸任時間       | 民族與籍贯             |
| ---- | ------ | -------------- | -------------- | ---------------------- |
| 1    | 閻錫山 | 1928年12月27日 | 1930年4月5日   | 山西五臺               |
| 2    | 馬福祥 | 1930年9月8日   | 1931年12月30日 | 回族，甘肅臨夏         |
| 3    | 石青陽 | 1931年12月30日 | 1935年3月15日  | 四川巴縣               |
| 4    | 黃慕松 | 1935年3月15日  | 1936年7月29日  | 廣東梅川               |
| 5    | 林雲陔 | 1936年7月29日  | 1936年8月8日   | 廣東信宜               |
| 6    | 吳忠信 | 1936年8月8日   | 1944年12月6日  | 安徽合肥               |
| 7    | 羅良鑒 | 1944年12月6日  | 1947年4月23日  | 湖南善化               |
| 8    | 許世英 | 1947年4月23日  | 1948年11月26日 | 安徽秋浦               |
| 9    | 白雲梯 | 1948年11月26日 | 1949年6月6日   | 蒙古族、蒙古喀喇沁中旗 |
| 10   | 關吉玉 | 1949年6月6日   | 1949年11月23日 | 滿族，遼寧遼陽         |
| 11   | 周昆田 | 1949年11月23日 | 1950年3月10日  | 安徽合肥               |
| 12   | 余井塘 | 1950年3月10日  | 1951年2月22日  | 江蘇東台               |
| 13   | 田炯錦 | 1951年2月22日  | 1954年5月25日  | 甘肅慶陽               |
| 14   | 劉廉克 | 1954年5月25日  | 1958年7月14日  | 蒙古族、蒙古喀喇沁左旗 |
| 15   | 李永新 | 1958年7月14日  | 1960年5月30日  | 蒙古族、蒙古喀喇沁左旗 |
| 16   | 田炯錦 | 1960年5月30日  | 1963年12月14日 | 甘肅慶陽               |
| 17   | 郭寄嶠 | 1963年12月14日 | 1972年5月29日  | 安徽合肥               |
| 18   | 崔垂言 | 1972年5月29日  | 1981年11月     | 吉林長春               |
| 19   | 薛人仰 | 1981年11月     | 1984年5月28日  | 福建福州               |
| 20   | 董樹藩 | 1984年5月28日  | 1986年3月6日   | 綏遠薩拉齊             |
| 21   | 吳化鵬 | 1986年4月      | 1993年2月26日  | 蒙古族、蒙古敖汗右旗   |
| 22   | 張駿逸 | 1993年2月27日  | 1994年12月14日 | 湖南長沙               |
| 23   | 李厚高 | 1994年12月15日 | 1997年8月31日  | 湖北松滋               |
| 24   | 高孔廉 | 1997年9月1日   | 2000年5月19日  | 福建閩侯               |
| 25   | 徐正光 | 2000年5月20日  | 2002年1月31日  | 广东梅縣               |
| 26   | 許志雄 | 2002年2月1日   | 2008年5月19日  | 臺灣基隆市             |
| 27   | 高思博 | 2008年5月20日  | 2011年2月8日   | 臺南市                 |
| 28   | 羅瑩雪 | 2011年2月9日   | 2013年9月29日  | 湖南湘乡               |
| 代理 | 陳明仁 | 2013年9月30日  | 2013年11月5日  | 臺灣嘉義縣             |
| 29   | 蔡玉玲 | 2013年11月6日  | 2016年5月19日  | 臺灣                   |
| 30   | 林美珠 | 2016年5月20日  | 2017年2月7日   | 臺北市                 |
| 31   | 許璋瑤 | 2017年2月8日   | 2017年9月15日  | 高雄市                 |

## 歷任委員（行憲後）
| 姓名                   | 就職時間   | 卸任時間   | 籍贯與民族                       |
| ---------------------- | ---------- | ---------- | -------------------------------- |
| 章嘉                   |            | 1949年3月  | 藏族，青海大通                   |
| 唐柯三                 |            | 1949年3月  | 回族，山東鄒縣                   |
| 周昆田                 |            | 1949年3月  | 安徽合肥                         |
| 馬鶴天                 |            | 1949年3月  | 山西芮城                         |
| 達理札雅               |            | 1950年7月  | 蒙古族，蒙古阿拉善特別旗         |
| 敏珠策旺多濟（敏孟經） |            | 1949年     | 蒙古族，蒙古東路舊土爾扈特旗     |
| 羅桑堅贊               |            | 1949年     | 藏族，西藏日喀則                 |
| 吳叔仁                 |            | 1949年     | 安徽合肥                         |
| 土丹參烈               |            | 1949年3月  | 藏族，西藏拉薩                   |
| 孔慶宗                 |            | 1951年5月  | 四川長壽                         |
| 邱甲                   |            | 1949年3月  | 四川                             |
| 馬步青                 |            | 1949年3月  | 回族，甘肅臨夏                   |
| 趙錫昌                 |            | 1950年7月  | 雲南華坪                         |
| 曾少魯                 |            | 1949年3月  | 四川筠連                         |
| 邦達饒幹               |            | 1949年     | 藏族，西康寧靜                   |
| 李煒                   |            | 1949年3月  |                                  |
| 金鏞                   |            | 1951年5月  |                                  |
| 吳化鵬                 | 1948年2月  | 1986年3月  | 蒙古族，昭烏達盟敖漢旗           |
| 高長柱                 | 1948年2月  | 1975年5月  | 安徽全椒                         |
| 馬雲文                 |            | 1949年3月  | 回族，新疆乾德                   |
| 黎伯豪                 |            | 1949年     | 安徽廣德                         |
| 何兆麟                 |            | 1950年7月  | 蒙古族，蒙古喀喇沁左翼旗         |
| 黃正清                 |            | 1950年7月  | 藏族，西康理化                   |
| 吳景敖                 |            | 1949年3月  | 浙江臨海                         |
| 史秉麟                 | 1948年3月  | 1991年12月 | 蒙古族，卓索圖盟土默特右翼旗     |
| 張鎮林                 |            | 1949年     | 河北蠡縣                         |
| 王家齊                 |            | 1951年5月  | 海南瓊山                         |
| 白鳳兆                 |            | 1949年     | 蒙古族，蒙古卓索圖盟             |
| 孫亞夫                 |            | 1949年3月  | 江蘇六合                         |
| 王樂階                 |            | 1949年     | 藏族，西藏日喀則                 |
| 陳效蕃                 | 1948年8月  | 1949年3月  | 蒙古族，蒙古卓索圖盟             |
| 劉華                   | 1948年8月  | 1949年     |                                  |
| 陳強立                 | 1948年9月  | 1951年5月  | 藏族，西康康定                   |
| 金鼎銘                 | 1948年9月  | 1949年     | 遼北開原                         |
| 土丹桑布               | 1949年     | 1949年     | 藏族，西藏拉薩                   |
| 紀貞甫                 | 1949年     | 1949年     | 蒙古族，蒙古察哈爾右翼正黃旗     |
| 金崇偉                 | 1949年     | 1985年11月 | 蒙古族，哲里木盟科爾沁左翼後旗   |
| 李春霖                 | 1949年     | 1968年9月  | 蒙古族，蒙古卓索圖盟             |
| 羅桑益西               | 1949年     | 1979年12月 | 藏族，西康巴安                   |
| 卓里格圖               | 1949年     | 1958年12月 | 蒙古族，昭烏達盟奈曼旗           |
| 胡耐安                 | 1949年     | 1977年10月 | 安徽涇縣                         |
| 劉廉克                 | 1949年     | 1954年5月  | 蒙古族，卓索圖盟喀喇沁左翼旗     |
| 孫明                   | 1949年     | 1957年10月 | 熱河建平                         |
| 熊耀文                 | 1951年5月  | 1973年8月  | 山西朔縣                         |
| 庫耆雋                 | 1951年5月  | 1972年6月  | 滿族，綏遠歸綏                   |
| 羅平                   | 1951年5月  | 1989年1月  | 滿族，青海西寧                   |
| 馬恕基                 | 1951年5月  | 1991年1月  | 回族，新疆迪化                   |
| 蔡布道爾吉             | 1967年10月 | 1985年11月 | 藏族，甘肅夏河（寄籍西藏拉薩）   |
| 陳孝賢                 | 1970年2月  | 1997年6月  | 蒙古族，卓索圖盟喀喇沁右翼旗     |
| 袁甡民                 | 1970年2月  | 1986年1月  | 甘肅慶陽                         |
| 郭振芳                 | 1970年2月  | 1979年11月 | 蒙古族，卓索圖盟喀喇沁左翼旗     |
| 格桑群佩               | 1970年3月  | 1991年7月  | 藏族，西康巴安（寄籍西藏日喀則） |
| 烏占坤                 | 1971年4月  | 1997年6月  | 蒙古族，卓索圖盟喀喇沁左旗       |
| 阿旺旦曾               | 1986年5月  | 1989年12月 | 藏族，西康理化                   |
| 楊中和                 | 1986年5月  | 1991年1月  | 蒙古族，卓索圖盟喀喇沁左旗       |
| 李鴻烈                 | 1986年5月  | 1997年6月  | 甘肅慶陽                         |
| 楊德麟                 | 1987年4月  | 1997年6月  | 蒙古族，卓索圖盟喀喇沁右旗       |
| 張駿逸                 | 1989年7月  | 1993年2月  | 湖南長沙                         |
| 錢世英                 | 1991年3月  | 2014年6月  | 蒙古族，卓索圖盟喀喇沁右旗       |
| 覺嵋桑度               | 1991年3月  | 2000年12月 | 藏族，西康德格                   |
| 覺安慈仁               | 1993年1月  | 2017年9月  | 藏族，西康巴安                   |
| 金紹緒                 | 1993年1月  | 2000年12月 | 蒙古族，哲理木盟科爾沁左翼後旗   |
| 楊仁煌                 | 1993年3月  | 1997年7月  | 臺灣花蓮                         |
| 陳式武                 | 1993年3月  | 2010年1月  | 臺灣臺南                         |
| 劉學銚                 | 1998年4月  | 2004年7月  | 山東諸城                         |
| 汪平雲                 | 2004年7月  | 2007年2月  | 湖北                             |
| 王時思                 | 2007年3月  | 2008年5月  | 湖南                             |

## 歷任處長
| 事處處長 1. 克興額 1929年4月 2. 吳鹤齡 1930年1月 3. 巴文峻 1932年6月 4. 楚明善 1934年1月 5. 紀貞甫 1948年5月 6. 李春霖 7. 烏占坤 1958年7月 8. 郭振芳 1964年7月 9. 陳孝賢 1970年6月 10. 楊中和 1984年6月 11. 錢世英 1986年5月 12. 烏榮遠 1991年6月 13. 傅壽山 1999年7月 14. 海中雄 2003年8月 | 藏事處處長 1. 羅桑堅贊 1929年4月 2. 孔慶宗 1937年1月 3. 熊耀文 1945年1月 4. 楊德麟 1971年 5. 賈貴英 1976年 6. 李鴻烈 1979年2月 7. 劉緒端 1986年5月 8. 劉學銚 1991年8月 9. 劉緒端 1993年8月 10. 陳又新 1995年6月 11. 鍾月豐 2002年5月 12. 陳又新 2008年1月 13. 王維芳 2009年7月 14. 娥舟文茂 2014年5月 | 總務處處長 1. 劉樸忱 2. 唐柯三 3. 梁敬錞 4. 陳敬修 5. 岑學呂 6. 江養正 7. 曾沙魯 8. 丁冠薰 9. 章載一 10. 傅廣澤 11. 黃啟欒 12. 詹世泰 13. 孫儉 14. 何佑樞（代） 15. 郭振芳 1954年 16. 劉樹亭 1958年 17. 袁甡民 1961年 18. 羅平 1964年 19. 張灝 1972年 20. 李樹芬 1974年 21. 楊中和 1976年 22. 賈炎武 1984年6月 23. 楊德麟 1985年 24. 白錦堂 1988年5月 25. 劉學銚 1989年 26. 閔世安 1991年6月 27. 楊盛松 1998年11月 28. 張弘澤 29. 郭玉琴 |

## 相關法規
- 《蒙藏委員會組織法》
- 《蒙藏族身分證明條例》
- 《蒙藏邊區人員任用條例》
- 《蒙藏委員會處務規程》
- 《蒙藏委員會會議規則》
- 《蒙藏委員會輔導海外蒙藏學生回國升學辦法》
- 《蒙藏委員會國內訓練進修選送補助辦法》
- 《蒙藏委員會專業獎章頒給辦法》
- 《蒙藏委員會法規委員會組織規程》
- 《蒙藏委員會公務人員交代條例施行細則》[34][35][36]

## 外部連結
- 蒙藏委員會舊官網 資料目錄索引 （页面存档备份，存于）
- .   [2017-09-15]. （原始内容存档于2017-09-15）.